# Lliga catalana de bàsquet femenina 2010-2011
La XXII Lliga Nacional Catalana Femenina Trofeu San Miguel 0,0% 2010 fou la vint-i-dosena edició de la Lliga catalana de bàsquet. La competició se celebrà el cap de setmana de l'1 al 2 d'octubre de 2010 al Palau d'Esports de La Seu d'Urgell i fou organitzada per la Federació Catalana de Basquetbol. Hi participaren el Club Bàsquet Olesa, vigent campió, Girona FC, Cadí la Seu i Club Bàsquet Femení Sarrià, com a campió de la Lliga catalana 2, i es disputà en format de final a quatre. Es proclamà campió el Girona FC, que guanyà el seu primer títol de la competició.

## Quadre de competició
|  | Semifinals            | Semifinals |                       |    | Final | Final |
|  |                       |            |                       |    |       |       |
|  | 1 d'octubre 20:00 CET |            |                       |    |       |       |
|  |                       |            |                       |    |       |       |
|  | Cadí la Seu           | 69         |                       |    |       |       |
|  | Cadí la Seu           | 69         | 2 d'octubre 16:15 CET |    |       |       |
|  | CBF Sarrià            | 61         |                       |    |       |       |
|  | CBF Sarrià            | 61         | Cadí la Seu           | 63 |       |       |
|  | 1 d'octubre 18:00 CET |            | Cadí la Seu           | 63 |       |       |
|  |                       | Girona FC  | 76                    |    |       |       |
|  | CB Olesa              | Girona FC  | 76                    | 44 |       |       |
|  | CB Olesa              |            |                       | 44 |       |       |
|  | Girona FC             | 72         |                       |    |       |       |
|  | Girona FC             | 72         |                       |    |       |       |

## Semifinals
| En negreta = Equip guanyador Pts = Punts Rebs = Rebots Assis = Assistències Val = Valoració Nota: Noms dels equips segons l'època |

### CB Olesa vs Girona FC
Disputaren la primera semifinal el Club Bàsquet Olesa, campió de l'anterior edició i defensor del títol, i el Girona FC. S'imposà el club gironí per 72 a 44 i es classificà per disputar la seva segona final.
| 1 d'octubre de 2010 18:00 CET Acta | CB Olesa                                                    | 44–72 | Girona FC                                                                       | Palau d'Esports de la Seu d'Urgell Àrbitres: Toni Pagán i Toni Zamora |
| 1 d'octubre de 2010 18:00 CET Acta | Resultats per quarts: 10-21, 10-15, 10-15, 14-21            |       |                                                                                 | Palau d'Esports de la Seu d'Urgell Àrbitres: Toni Pagán i Toni Zamora |
| 1 d'octubre de 2010 18:00 CET Acta | Pts: Kerr 14 Rebs: Kerr 9 Assist: Navarro 3 Val: Navarro 16 |       | Pts: Bahí, Warburton, Reis14 Rebs: Warburton 9 Assist: Antoja 6 Val: Mariona 15 | Palau d'Esports de la Seu d'Urgell Àrbitres: Toni Pagán i Toni Zamora |

### Cadí la Seu vs CBF Sarrià
La segona semifinal la disputaren el Cadí la Seu i el Club Bàsquet Sarrià. Guanyà el club alturgellenc per 69 a 61, destacant els 15 punts de Berciano.
| 1 d'octubre de 2010 20:00 CET Acta | Cadí la Seu                                                      | 69–61 | CBF Sarrià                                                                            | Palau d'Esports de la Seu d'Urgell Àrbitres: Alberto Sánchez i Xavier Millera |
| 1 d'octubre de 2010 20:00 CET Acta | Resultats per quarts: 19-16, 25-13, 6-15, 19-17                  |       |                                                                                       | Palau d'Esports de la Seu d'Urgell Àrbitres: Alberto Sánchez i Xavier Millera |
| 1 d'octubre de 2010 20:00 CET Acta | Pts: Berciano 15 Rebs: Blé 8 Assist: Berciano 5 Val: Berciano 19 |       | Pts: De Ciman 14 Rebs: Pérez i De Ciman 3 Assist: Pérez i Valiente 3 Val: De Ciman 15 | Palau d'Esports de la Seu d'Urgell Àrbitres: Alberto Sánchez i Xavier Millera |

## Final
La final de la XXII Lliga catalana la disputaren el Cadí la Seu i el Girona FC. S'imposa el club gironí per 76 a 63 i aconseguí el seu primer títol a la competició. A nivell individual, destacaren el 21 punts de Warburton per part gironina, i els 17 punts de Jael Freixanet per les alturgellenques. El partit va estar presidit per Anna Pruna, secretària general de l'esport de la Generalitat de Catalunya.
| 2 d'octubre de 2010 16:15 CET Acta | Cadí la Seu                                                           | 63–76 | Girona FC                                                    | Palau d'Esports de la Seu d'Urgell Àrbitres: Alberto Sánchez i Toni Zamora |
| 2 d'octubre de 2010 16:15 CET Acta | Resultats per quarts: 7-19, 21-18, 24-15, 11-24                       |       |                                                              | Palau d'Esports de la Seu d'Urgell Àrbitres: Alberto Sánchez i Toni Zamora |
| 2 d'octubre de 2010 16:15 CET Acta | Pts: Freixanet 17 Rebs: García 10 Assist: Castill 6 Val: Freixanet 17 |       | Pts: Warburton 21 Rebs: Bahí 11 Assist: Reis 2 Val: Kelly 18 | Palau d'Esports de la Seu d'Urgell Àrbitres: Alberto Sánchez i Toni Zamora |

| Cadí la Seu | Girona FC |

| #          | Jugadora          | Pts | Rbs. | Ass. | Val. |
| ---------- | ----------------- | --- | ---- | ---- | ---- |
| 5          | Rosa Pérez        | 10  | 1    | 2    | 5    |
| 6          | Katia da Silva    | 2   | 1    | 0    | 4    |
| 7          | Patricia Berciano | 0   | 0    | 0    | -5   |
| 8          | Elsa Donaire      | 6   | 1    | 1    | 4    |
| 9          | Claudia Baraut    | N/D | N/D  | N/D  | N/D  |
| 10         | Laura Garcia      | 9   | 10   | 3    | 16   |
| 11         | Jael Freixanet    | 17  | 2    | 1    | 17   |
| 12         | Celia Menéndez    | 0   | 0    | 0    | -3   |
| 13         | Licet Castillo    | 9   | 4    | 6    | 12   |
| 14         | Vanessa Blé       | 10  | 7    | 3    | 13   |
| 15         | Astou Traoré      | 0   | 0    | 0    | -7   |
| Equip      | Equip             | 0   | 0    | 0    | -1   |
| Total      | Total             | 63  | 26   | 16   | 55   |
| Entrenador |                   |     |      |      |      |
| Andreu Bou |                   |     |      |      |      |

| Campió de la Lliga Catalana 2010-2011 |
| ------------------------------------- |
| Girona FC Primer títol                |

| #                | Jugadora         | Pts | Rbs. | Ass. | Val. |
| ---------------- | ---------------- | --- | ---- | ---- | ---- |
| 4                | Krystal Kelly    | 10  | 8    | 0    | 18   |
| 5                | Laura Antoja     | 9   | 5    | 0    | 9    |
| 6                | Sonia dos Reis   | 9   | 3    | 2    | 6    |
| 7                | Anna Carbó       | 12  | 2    | 0    | 12   |
| 8                | Berta Sinyol     | 3   | 1    | 1    | 7    |
| 12               | Evelina Guneva   | N/D | N/D  | N/D  | N/D  |
| 13               | Georgina Bahí    | 6   | 11   | 0    | 14   |
| 14               | Mariona Ortiz    | 6   | 3    | 0    | 5    |
| 15               | Morgan Warburton | 21  | 0    | 1    | 10   |
| 17               | Carla Jou        | 0   | 0    | 0    | -1   |
| Equip            | Equip            | 0   | 0    | 0    | -2   |
| Total            | Total            | 76  | 33   | 11   | 78   |
| Entrenador       |                  |     |      |      |      |
| Joan Carles Díez |                  |     |      |      |      |